# アルガザンス
アルガザンス (Alghazanth)は、フィンランドのシンフォニックブラックメタルバンド。

## 略歴
1995年9月にヴェイルロス (G)とゴラス・ムーンソーン (Ds)の2人で結成。結成後すぐには目立った活動はできず、タスモルグ (G、Vo)、ドレミノック (B)が加入。アンティ・シモネン (Key)がセッションメンバーとして参加するようになる。この加入によって活動を本格化する。1996年に、1stデモ『Behind the Frozen Forest』をリリース。リリース後、ドレミノックが脱退し、タスモルグがベースを兼任するようになる。また、アンティ・シモネンが正式メンバーとして加入する。1997年に2ndデモ『Dim is the Moon's Light』、3rdデモ『Promo '97』をリリース。3rdデモがきっかけで、フィンランドのインディーズレーベル、ウッドカット・レコードと契約する。
1999年に1stアルバム『Thy Aeons Envenomed Sanity』をリリースしデビュー。リリース後、タスモルグがギターに専念することとなったため、ネビロス (Vo)、メルコーア (B)が加入。2000年に2ndアルバム『Subliminal Antenora』をリリース。同アルバムレコーディング中に、メルコーアが脱退。レコーディングのベースパートは、ヴェイルロスとタスモルグが担当した。ベーシストにフューネリス・ノクターナムのグリモート (B)が参加して、2001年に3rdアルバム『Osiris - Typhon Unmasked』をリリース。同アルバムは、サウンドホリックから日本盤がリリースされ、日本デビューを果たした。また、同年にはヴェイルロスが脱退しインフェクション (G)が加入。また、2002年にパーマネントベーシストとして、プロメタ (B)が加入するもすぐに脱退。再びグリモート (B)が参加して、2004年に4thアルバム『The Polarity Axiom』をリリース。
2005年にアンティ・シモネンが脱退しエクホルム (Key)が加入。またゴート・トーメンター (B、Vo)が加入。2006年になって、インフェクションが脱退し、セッション・ベーシストとして参加していたグリモートがギタリストとして正式に加入する。2008年に5thアルバム『Wreath of Thevetat』をリリース。タスモルグがギターに加えて、バックボーカルを担当するようになり、2011年に6thアルバム『Vinum Intus』をリリース。リリース後、ゴート・トーメンターが脱退した。そのため、初期にメインボーカルをとっていたタスモルグが再びメインボーカルを兼任することとなった。
その後、2013年にモーダント (G)が加入。この加入に伴い、タスモルグがギターからベースに転向した。同年末に、7thアルバム『The Three-Faced Pilgrim』をリリース。2014年にグリモートが脱退し、ヴァルチャーがライヴミュージシャンとして参加するようになった。
2017年2月中旬にエクホルムも脱退が発表された。脱退の理由は、バンド活動に対するモチベーションが低下してしまったためである。2018年3月に8thアルバム『Eight Coffin Nails』をリリースする。またこの際、ヴェクスド (G)が加入していることが明らかにされた。また、加えてトロルホーン（フィントロール等）が、セッションキーボーディストとして参加した。なお本アルバムは、リリース前から「final full-length album」とされ、アルガザンス最後の作品となることが予告されていた。リリース後、元メンバーのアンティ・シモネンが参加して、最期のライヴツアーを敢行し、2018年6月9日に地元ユヴァスキュラのワームウッド・MCでのライヴをもって解散した。

## メンバー

### 解散時のメンバー
- タスモルグ (Thasmorg) - ベース、ボーカル

加入時は、ギター兼ボーカルであった。ドレミノック脱退後、ベースも兼任するようになる。デビュー後、ギターに専念。6thアルバムからギターに加えてバックボーカルを兼任するようになった。2011年のゴート・トーメンター脱退後、再びメインボーカルをとることになった。更に、2013年にモーダントが加入すると、ギターからベースに転向した。
- モーダント (Mordant) - ギター
- ヴェクスド (Vexd) - ギター
- ゴラス・ムーンソーン (Gorath Moonthorn) - ドラムス

### 旧メンバー
- ネビロス (Nebiros) - ボーカル
- ゴート・トーメンター (Goat Tormentor) - ベース、ボーカル

スワロー・ザ・サン、フューネリス・ノクターナム、エンター・マイ・サイレンス、バレン・アースでも活動。
- ヴェイルロス (Veilroth) - ギター

フューネリス・ノクターナムでも活動。
- インフェクション (Infection) - ギター
- グリモート (Grimort) - ギター

2001年から2005年にかけて、断続的にセッションベーシストとしてバンドに関わっていた。2006年にギタリストとして正式に加入する。フューネリス・ノクターナムでも活動。
- ドレミノック (Dreminoc) - ベース
- メルコーア (Melchor) - ベース
- プロメタ (Prometha) - ベース
- アンティ・シモネン (Antti Simonen) - キーボード
- エクホルム (Ekholm) - キーボード

### セッションメンバー
- ヴァルチャー (Wulture) - ギター

2014年のグリモート脱退を受けてライヴにセッション参加した。
- アンティ・シモネン (Antti Simonen) - キーボード

元正式メンバー。2018年の解散ツアーの際にライヴセッションとして参加した。

## ディスコグラフィー
- 1999年 Thy Aeons Envenomed Sanity
- 2000年 Subliminal Antenora
- 2001年 Osiris - Typhon Unmasked
- 2004年 The Polarity Axiom
- 2008年 Wreath of Thevetat
- 2011年 Vinum Intus
- 2013年 The Three-Faced Pilgrim

### シングル・スプリット・デモ
- 1996年 Behind the Frozen Forest (Demo)
- 1997年 Dim is the Moon's Light (Demo)
- 1997年 Promo '97 (Demo)
- 1998年 The Blackened Rainbow (Throes of Dawn、Enochian Crescent、Ravenduskとのスプリット)
- 2008年 The Phosphorescent (Single)
- 2013年 AdraMelekTaus (EP)